# Thomas Aaron Hartt
Thomas Aaron Hartt (1858 - 1930) est un homme politique canadien du Nouveau-Brunswick.

## Biographie
Thomas Aaron Hartt naît le 31 octobre 1858 à Fredericton Junction.
Il se lance en politique provinciale en étant élu à l'Assemblée législative du Nouveau-Brunswick le 28 février 1903 comme député du Comté de Charlotte et est constamment réélu jusqu'en 1911. Il devient ensuite député fédéral conservateur de la circonscription de Charlotte à la Chambre des communes le 15 novembre 1911 puis réélu en 1917, mais il passe sous la bannière unioniste le 18 mars 1918.
Il meurt le 13 juillet 1930.